# 菅原研究所

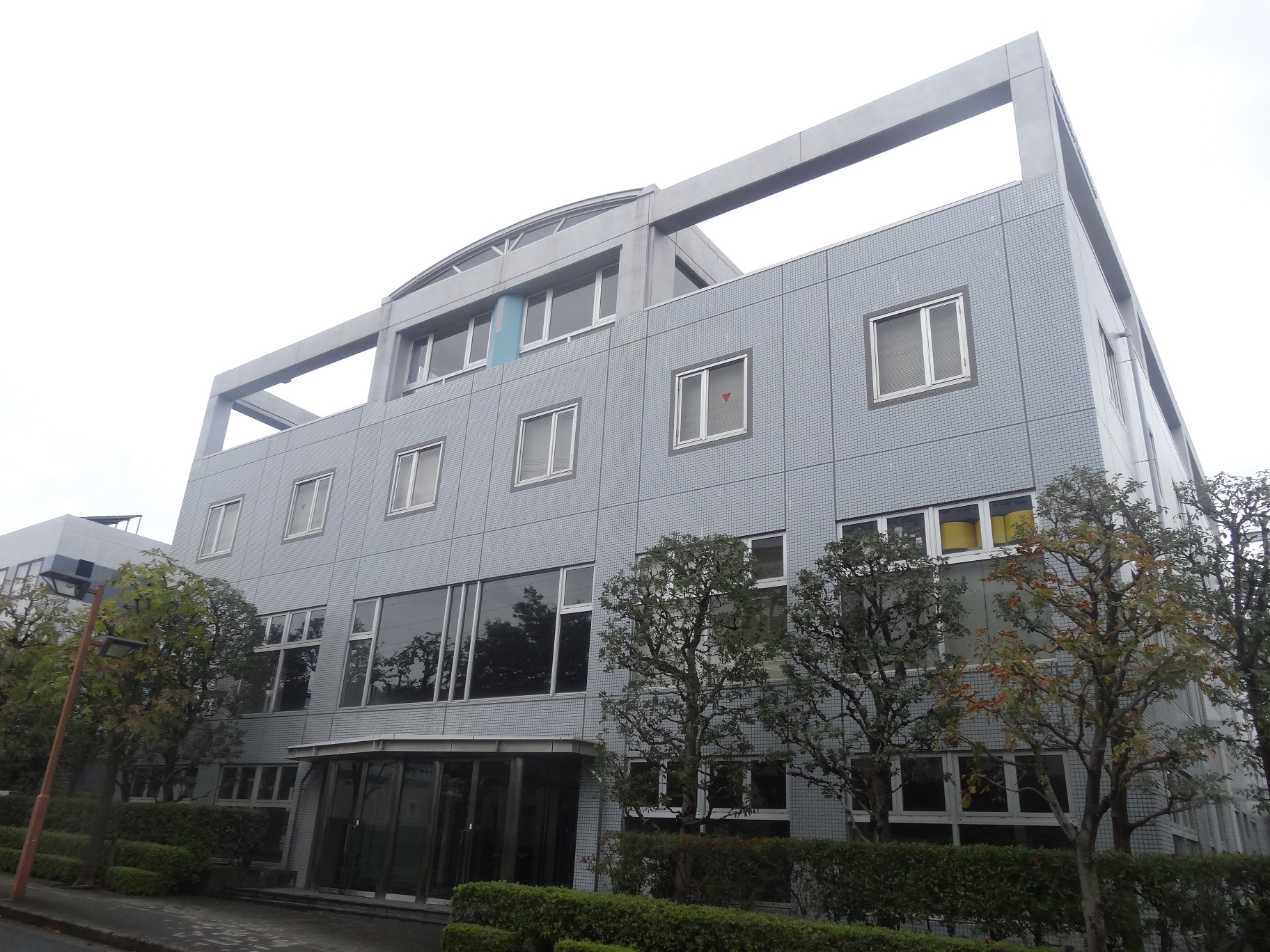
菅原研究所

株式会社菅原研究所（すがわらけんきゅうじょ）は、ストロボスコープ、トルクメーター、ベアリング検査装置などのメーカー。

## 概要
1954年（昭和29年）に初めてストロボスコープを開発した老舗のメーカー。キセノン放電管も内製化している。トルクメータ、アンデロンメータなど、モーターやベアリング関連の計測機器も開発、販売している。
近年は特性の優れたLEDの出現で、安価な小型のストロボスコープを製造するメーカーも現れるようになり、そのような分野ではシェアを奪われる結果となっているが、大出力を必要とする鉄鋼用など、産業用途では広く支持されており、菅原研究所にもLED採用製品がある。
島津製作所の開発した高速度ビデオカメラ、HyperVision HPV-1でも、菅原研究所の超高速度ビデオカメラ用フラッシュESD-VF2M-U2が採用されている。

## 沿革
- 1954年（昭和29年） - 東京都新宿区牛込弁天町に創立、ストロボスコープを完成。
- 1956年（昭和31年） - 株式会社組織に改組。
- 1959年（昭和34年） - アンデロンメータを完成。
- 1962年（昭和37年） - 東京都狛江市に本社・工場を移転。
- 1969年（昭和44年） - ストロボスコープ用キセノン放電管の自給体制を確立。
- 1975年（昭和50年） - 高圧・高周波火花発生装置を完成。
- 1976年（昭和51年） - 鉄鋼用高照度ストロボスコープを完成。
- 1979年（昭和54年） - 資本金を1,600万円に増資。
- 1981年（昭和56年） - 超高速フラッシュ、ナノパルスライト完成。
- 1986年（昭和61年） - 資本金を3,520万円に増資。
- 1987年（昭和62年） - モーターを評価するモーターアナライザを完成。
- 1989年（平成元年） - 本社・工場を現住所（川崎市マイコンシティ）に移転。
- 2000年（平成12年） - 閃光時間可変型ストロボスコープを開発。
- 2002年（平成14年） - ベアリング用トルク測定装置を開発。真円度計を開発。
- 2003年（平成15年） - 2003年モータ技術展において自動アンデロンメータを出展。閃光時間約40nsのナノパルスライトを開発。
- 2005年（平成17年） - 定格50 ニュートンメートルのトルク測定部、および アンデロン加振器完成。
- 2006年（平成18年） - 5000ジュール大光量ストロボ光源完成。
- 2007年（平成19年） - リニア負荷試験機、超高速回転用ダイナモメータ完成。

## 製品
- ストロボスコープ（ポータブル、セパレート）、キセノン管、ストロボ回転計、ナノパルスライト、ストロボライトガイド光源
- トルクメーター、ダイナモメーター、モーターアナライザー、リニア負荷試験器
- ベアリング検査機器（アンデロンメーター、ウェービネスメータ）